# David Humble
David Gerard M. Humble (* 6. März 1967 in Dumfries) ist ein kanadischer Badmintonspieler. 

## Karriere
David Humble nahm 1992 im Herrendoppel und -einzel an Olympia teil. Im Doppel mit Anil Kaul konnte er sich dabei bis in die zweite Runde vorkämpfen, während  er im  Einzel schon in Runde eins ausschied. Im Doppel wurde er somit 9. und im Einzel 33. in der Endabrechnung. Bereits 1987 war er erstmals kanadischer Meister geworden. 1993 gewann er einen weiteren nationalen Titel.

## Sportliche Erfolge
| Saison | Veranstaltung                   | Disziplin    | Platz | Name                       |
| ------ | ------------------------------- | ------------ | ----- | -------------------------- |
| 1986   | Kanada: Juniorenmeisterschaften | Herreneinzel | 1     | David Humble, AB           |
| 1987   | Kanada: Einzelmeisterschaften   | Herrendoppel | 1     | Mike Butler / David Humble |
| 1992   | Olympia                         | Herrendoppel | 9     | David Humble / Anil Kaul   |
| 1992   | Olympia                         | Herreneinzel | 33    | David Humble               |
| 1993   | Kanada: Einzelmeisterschaften   | Herreneinzel | 1     | David Humble               |